# Mées
Mées (okzitanisch: Mers) ist eine französische Gemeinde mit 1.970 Einwohnern (Stand: 1. Januar 2022) im Département Landes in der Region Nouvelle-Aquitaine. Mées gehört zum Arrondissement Dax und zum Kanton Dax-1.

## Geografie
Mées liegt in der Landschaft Marensin am Fluss Adour, der die Gemeinde im Süden und Südosten begrenzt. Umgeben wird Mées von den Nachbargemeinden Saint-Paul-lès-Dax im Norden und Nordosten, Dax im Osten und Südosten, Tercis-les-Bains im Süden, Angoumé im Westen und Südwesten sowie Magescq im Nordwesten.

## Bevölkerungsentwicklung
| 1962                       | 1968 | 1975 | 1982 | 1990 | 1999 | 2006 | 2018 |
| -------------------------- | ---- | ---- | ---- | ---- | ---- | ---- | ---- |
| 759                        | 974  | 987  | 1009 | 1311 | 1377 | 1612 | 1818 |
| Quellen: Cassini und INSEE |      |      |      |      |      |      |      |

## Sehenswürdigkeiten

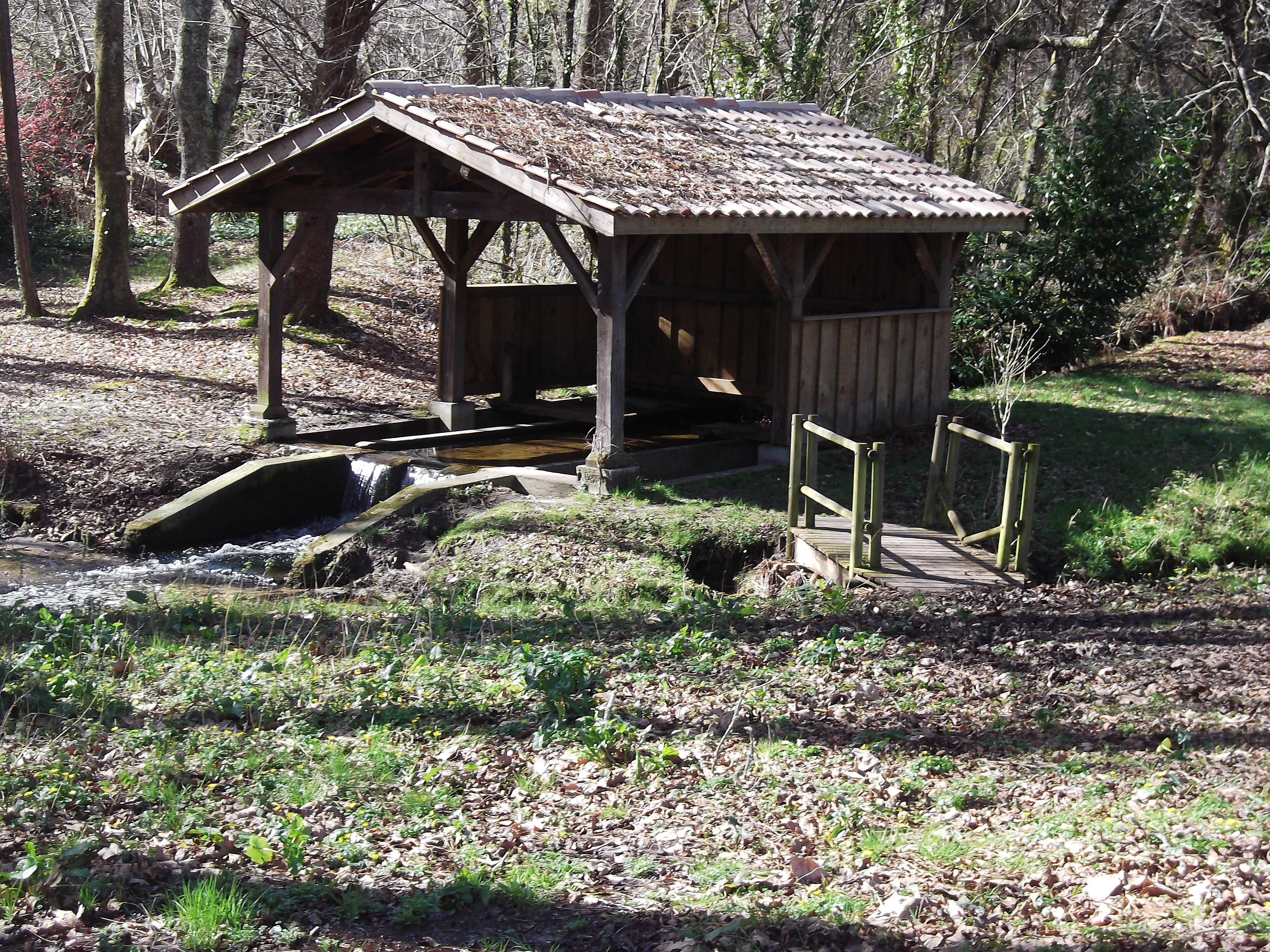
Lavoir in Mées

- Kirche Saint-Jacques
- Andreaskreuz
- Waschhaus (Lavoir)